# Maison de Mihailo Đurić
La maison de Mihailo Đurić (en serbe cyrillique : Кућа Михаила Ђурића ; en serbe latin : Kuća Mihaila Đurića) est située à Belgrade, la capitale de la Serbie, dans la municipalité urbaine de Stari grad. Construite vers 1910, elle figure sur la liste des monuments culturels protégés de la République de Serbie et sur la liste des biens culturels de la Ville de Belgrade.

## Présentation

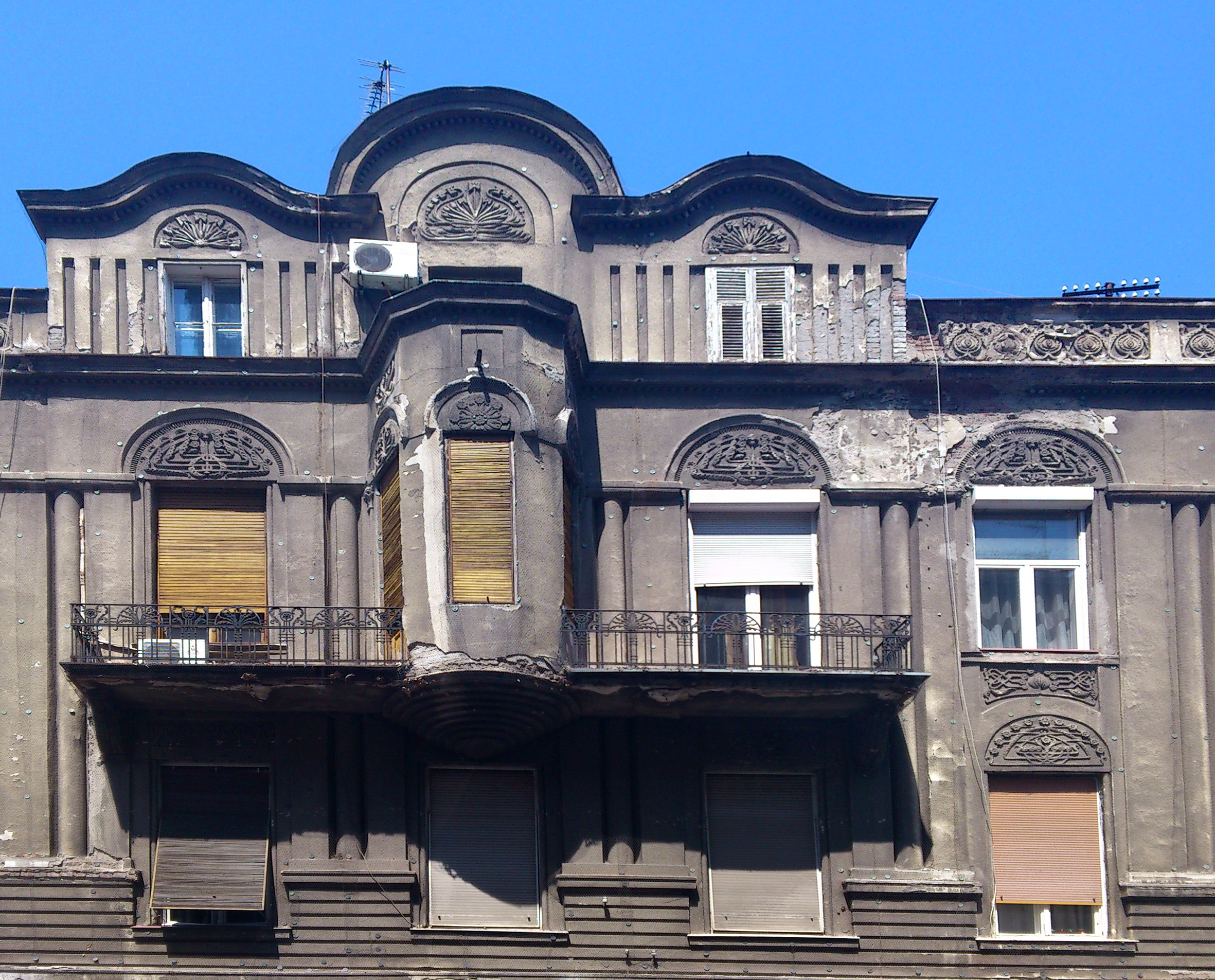
Détail de la façade

La maison de Mihailo Đurić, située 13 rue Gospodar Jevremova, a été construite vers 1910 d'après des plans de l'architecte Jovan Novaković. Elle est dotée d'un rez-de-chaussée, d'un étage et d'un dôme surmontant la façade d'angle. Le toit est soutenu par des arches demi-circulaires. La façade principale, arrondie, est soulignée par des balcons au premier étage et sous le dôme du toit. Un autre balcon s'avance sur la façade donnant sur la rue Kralja Petra. Sur cette façade d'angle, la décoration est plus marquée, avec des lunettes richement ornées au-dessus des fenêtres.
La maison de Mihailo Đurić est l'une des œuvres importantes de l'architecte Novaković.